# Komitet Polski w Paryżu
Komitet Polski w Paryżu – zagraniczna ekspozytura Rządu Narodowego w czasie powstania styczniowego. Powołany 3 maja 1863 w Paryżu przez Tymczasowy Rząd Narodowy. Przewodniczącym komitetu został książę Władysław Czartoryski, jego sekretarzem Józef Ordęga.
Do jego zadań należało przeprowadzanie zakupu broni, werbowanie i wysyłanie do kraju oficerów i ochotników cywilnych, wydawanie prasy, akcja propagandowa na rzecz sprawy polskiej itp. 5 listopada 1863 Rząd Narodowy (Romualda Traugutta) przekazał kompetencje Komitetu Polskiego dotyczące prasy Agencji Dyplomatycznej Paryskiej (Wydziałowi Druków), natomiast sprawy wojskowe przekazał agentowi wojskowemu Rządu Narodowego w Paryżu i agentowi broni w Liège płk. Eugeniuszowi Kaczkowskiemu-Dębińskiemu. Komitet został rozwiązany ostatecznie dekretem Rząd Narodowy (Bronisława Brzezińskiego) 8 maja 1864.